# Braydon Coburn
Braydon Coburn (né le 27 février 1985 à Calgary dans la province de l'Alberta située au Canada) est un joueur professionnel canadien de hockey sur glace. Il évolue au poste de défenseur.

## Carrière
Il joua en hockey junior dans la Ligue de hockey de l'Ouest avec les Winter Hawks de Portland avant d'être le premier choix des Thrashers d'Atlanta (8e joueur choisi sur l'ensemble des équipes) lors du repêchage d'entrée de 2003. Il participe avec l'équipe LHOu au Défi ADT Canada-Russie en 2003 et 2004.
Le très grand défenseur joua quatre saisons avec Portland, et dès sa première année dans la LHOu, il obtient de bons résultats et est nommé recrue (rookie en anglais) de l'année. Il fait également partie de la première équipe « All-Stars » de la LHOu à deux reprises, en 2004 et en 2005. En 2005, il est également sélectionné pour faire partie de l'équipe junior du Canada qui remporte la médaille d'or au Championnat du monde junior de hockey sur glace.
Au printemps 2005, il devient joueur professionnel en se joignant au club formateur des Thrashers, les Wolves de Chicago de la Ligue américaine de hockey, il participe alors aux 18 rencontres de l'équipe durant les séries éliminatoires.
Il fait ses débuts dans la LNH avec Atlanta en 2005-2006 mais ne joue que 9 matchs avec eux, passant le reste de la saison avec les Wolves. L'année suivante il prend part à 29 matchs des Thrashers avant d'être échangé vers les Flyers de Philadelphie contre Alekseï Jitnik.
Il remporte la Coupe Stanley 2020 avec Tampa Bay.
Le 27 décembre 2020, il est échangé aux Sénateurs d'Ottawa avec Cédric Paquette et un choix de 2e ronde (2022) en retour de Marian Gaborik et Anders Nilsson.
Le 12 novembre 2021, il annonce sa retraite officielle.

## Statistiques

### En club
| Saison     | Équipe                   | Ligue      |     | Saison régulière | Saison régulière | Saison régulière | Saison régulière | Saison régulière | Saison régulière |   | Séries éliminatoires | Séries éliminatoires | Séries éliminatoires | Séries éliminatoires | Séries éliminatoires | Séries éliminatoires |
| Saison     | Équipe                   | Ligue      | PJ  | B                | A                | Pts              | Pun              | +/-              | PJ               | B | A                    | Pts                  | Pun                  | +/-                  |                      |                      |
| 2000-2001  | Winter Hawks de Portland | LHOu       | 2   | 0                | 1                | 1                | 0                | -                | 14               | 0 | 4                    | 4                    | 2                    | -                    |                      |                      |
| 2001-2002  | Winter Hawks de Portland | LHOu       | 68  | 4                | 33               | 37               | 100              | -                | 7                | 1 | 1                    | 2                    | 9                    | -                    |                      |                      |
| 2002-2003  | Winter Hawks de Portland | LHOu       | 53  | 3                | 16               | 19               | 147              | -2               | 7                | 0 | 1                    | 1                    | 9                    | -                    |                      |                      |
| 2003-2004  | Winter Hawks de Portland | LHOu       | 55  | 10               | 20               | 30               | 92               | -19              | 5                | 0 | 1                    | 1                    | 10                   | -                    |                      |                      |
| 2004-2005  | Winter Hawks de Portland | LHOu       | 60  | 12               | 32               | 44               | 144              | 9                | 7                | 1 | 5                    | 6                    | 6                    | -                    |                      |                      |
| 2004-2005  | Wolves de Chicago        | LAH        | 3   | 0                | 1                | 1                | 5                | -1               | 18               | 0 | 1                    | 1                    | 36                   | +1                   |                      |                      |
| 2005-2006  | Thrashers d'Atlanta      | LNH        | 9   | 0                | 1                | 1                | 4                | -2               | -                | - | -                    | -                    | -                    | -                    |                      |                      |
| 2005-2006  | Wolves de Chicago        | LAH        | 73  | 6                | 20               | 26               | 134              | +12              | -                | - | -                    | -                    | -                    | -                    |                      |                      |
| 2006-2007  | Wolves de Chicago        | LAH        | 15  | 1                | 10               | 11               | 36               | +3               | -                | - | -                    | -                    | -                    | -                    |                      |                      |
| 2006-2007  | Thrashers d'Atlanta      | LNH        | 29  | 0                | 4                | 4                | 30               | +1               | -                | - | -                    | -                    | -                    | -                    |                      |                      |
| 2006-2007  | Flyers de Philadelphie   | LNH        | 20  | 3                | 4                | 7                | 16               | -2               | -                | - | -                    | -                    | -                    | -                    |                      |                      |
| 2007-2008  | Flyers de Philadelphie   | LNH        | 78  | 9                | 27               | 36               | 74               | +17              | 14               | 0 | 6                    | 6                    | 14                   | +4                   |                      |                      |
| 2008-2009  | Flyers de Philadelphie   | LNH        | 80  | 7                | 21               | 28               | 97               | +7               | 6                | 0 | 3                    | 3                    | 7                    | +2                   |                      |                      |
| 2009-2010  | Flyers de Philadelphie   | LNH        | 81  | 5                | 14               | 19               | 54               | -6               | 23               | 1 | 3                    | 4                    | 22                   | -2                   |                      |                      |
| 2010-2011  | Flyers de Philadelphie   | LNH        | 82  | 2                | 14               | 16               | 53               | +15              | 11               | 1 | 2                    | 3                    | 6                    | 0                    |                      |                      |
| 2011-2012  | Flyers de Philadelphie   | LNH        | 81  | 4                | 20               | 24               | 56               | +10              | 11               | 0 | 4                    | 4                    | 8                    | 0                    |                      |                      |
| 2012-2013  | Flyers de Philadelphie   | LNH        | 33  | 1                | 4                | 5                | 41               | -10              | -                | - | -                    | -                    | -                    | -                    |                      |                      |
| 2013-2014  | Flyers de Philadelphie   | LNH        | 82  | 5                | 12               | 17               | 63               | -6               | 7                | 0 | 3                    | 3                    | 4                    | -6                   |                      |                      |
| 2014-2015  | Flyers de Philadelphie   | LNH        | 39  | 1                | 7                | 8                | 16               | -3               | -                | - | -                    | -                    | -                    | -                    |                      |                      |
| 2014-2015  | Lightning de Tampa Bay   | LNH        | 4   | 0                | 2                | 2                | 9                | +3               | 26               | 1 | 3                    | 4                    | 21                   | -6                   |                      |                      |
| 2015-2016  | Lightning de Tampa Bay   | LNH        | 80  | 1                | 9                | 10               | 53               | +12              | 17               | 0 | 2                    | 2                    | 12                   | 0                    |                      |                      |
| 2016-2017  | Lightning de Tampa Bay   | LNH        | 80  | 5                | 7                | 12               | 50               | -1               | -                | - | -                    | -                    | -                    | -                    |                      |                      |
| 2017-2018  | Lightning de Tampa Bay   | LNH        | 72  | 1                | 14               | 15               | 40               | +3               | 17               | 0 | 2                    | 2                    | 19                   | +1                   |                      |                      |
| 2018-2019  | Lightning de Tampa Bay   | LNH        | 74  | 4                | 19               | 23               | 34               | +4               | 2                | 0 | 1                    | 1                    | 0                    | +2                   |                      |                      |
| 2019-2020  | Lightning de Tampa Bay   | LNH        | 40  | 1                | 3                | 4                | 16               | +5               | 3                | 0 | 0                    | 0                    | 0                    | +1                   |                      |                      |
| 2020-2021  | Sénateurs d'Ottawa       | LNH        | 16  | 0                | 2                | 2                | 10               | -3               | -                | - | -                    | -                    | -                    | -                    |                      |                      |
| 2020-2021  | Islanders de New York    | LNH        | 3   | 0                | 0                | 0                | 4                | 0                | -                | - | -                    | -                    | -                    | -                    |                      |                      |
| Totaux LNH | Totaux LNH               | Totaux LNH | 983 | 49               | 185              | 234              | 720              | +46              | 137              | 3 | 29                   | 32                   | 113                  | -4                   |                      |                      |

### En équipe nationale
Il représente le Canada au niveau international.
| Année | Compétition                          |   | PJ | B | A | Pts | Pun               |  | Résultat |
| 2003  | Championnat du monde moins de 18 ans | 7 | 0  | 0 | 0 | 12  | Médaille d'or     |  |          |
| 2004  | Championnat du monde junior          | 6 | 2  | 1 | 3 | 2   | Médaille d'argent |  |          |
| 2005  | Championnat du monde junior          | 6 | 0  | 2 | 2 | 8   | Médaille d'or     |  |          |
| 2009  | Championnat du monde                 | 5 | 0  | 1 | 1 | 4   | Médaille d'argent |  |          |
| 2014  | Championnat du monde                 | 8 | 0  | 0 | 0 | 8   | 5e place          |  |          |

## Honneurs et trophées

### Ligue de hockey de l'Ouest
- Nommée la recrue de l'année 2002
- Membre de la première équipe d'étoiles en 2004 et en 2005

### Championnat du monde junior
- Vainqueur de la médaille d'or avec le Canada en 2004 et en 2005

## Transactions en carrière
- 2003, repêché par les Thrashers d'Atlanta.
- 24 février 2007, échangé aux Flyers de Philadelphie en retour d'Alekseï Jitnik.
- 2 mars 2015, échangé au Lightning de Tampa Bay contre Radko Gudas et un choix de premier tour (plus tard échangé aux Blue Jackets de Columbus qui choisissent Gabriel Carlsson) et de troisième tour (Matej Tomek) au repêchage de 2015.